# سيكلوأكسجيناز
إنزيمات الأكسدة الحلقية (بالإنجليزية: Cyclooxygenase)‏ اختصاراً (COX) والمعروف رسمياً بإنزيم بروستاغلاندين-اندوبيروكسيد (بالإنجليزية: prostaglandin-endoperoxide)‏ اختصاراً (PTGS)، مسؤول عن تشكيل وسائط بيولوجية هامة تسمى البروستانوئيدات prostanoids، وهي تتضمن البروستاغلاندينات والبروستاسيكلين والترومبوكسان. يؤمن التثبيط الفارماكولوجي لأنزيم السيكلوأوكسيجيناز تفريج لأعراض الالتهاب والألم. تمارس الأدوية المضادة للالتهاب غير الستيروئيدية (مثل الأسبرين والإيبوبروفين) تأثيرها عن طريق تثبيط الـ COX.

## عمل الدواء
يحول الـ COX حمض الأراكيدونيك (حمض دسم عديد اللاتشبع ω-6) إلى بروستغلاندين (PGH2)، طليعة السلسلة الثانية من البروستانوئيدات. تحتوي هذه الأنزيمات على موقعين فعاليين: هيم heme ذو فعالية بيروكسيداز، مسؤول عن إرجاع PGG2 إلى PGH2، وموقع سيكلوأوكسجيناز حيث يتحول حمض الأراشيدونيك إلى بروستغلاندين هيدروبيروكسي بروستغلاندين G2 أو (PGG2). يستكمل التفاعل عبر تجريد حمض الأراشيدونيك من ذرة H بواسطة تيروزين جذري متولد عبر الموقع الفعال بيروكسيداز. تتفاعل بعد ذلك ذرتي O2 مع جذر حمض الأراشيدونيك، منتجاً PGG2.    

عرف حالياً ثلاث إيزوفورمات : COX-1 و COX-2 و COX-3. COX-3 هو متفاوت تضفيري splice variant للـ COX-1، يحتفظ بإنترون واحد ولديه طفرة انزياح الإطار؛ وبالتالي يفضل البعض اسم COX-1b أو متفاوت COX-1 (COX-1v).

تعبر النسج المختلفة عن مستويات مختلفة من COX-1 و COX-2. رغم أن كلا الأنزيمين يعملان بشكل أساسي بنفس الأسلوب، إلا أن التثبيط الانتقائي يمكن أن يؤدي إلى اختلاف في التأثيرات الجانبية. يعتبر COX-1 أنزيم بنيوي constitutive، يوجد في معظم خلايا الثدييات. من ناحية أخرى COX-2 غير قابل للكشف في معظم النسج الطبيعية. ويعد أنزيماً قابلاً للتحريض، إذ يصبح غزيراً في البالعات الكبيرة المفعلة والخلايا الأخرى في مواقع الالتهاب. حديثاً، أظهر تنظيماً إيجابياً upregulated في مختلف الكارسينومات وأنه ذو دور مركزي في تشكل الورم.
COX-1 و COX-2 يؤكسجان أيضاً (يعرفان أيضاً بـ PGHS-1 و -2) حمضين دسمين أساسين آخرين – DGLA (ω-6) و EPA (ω-3) – لإعطاء السلسلة الأولى والسلسلة الثالثة من البروستانوئيدات، واللتان تكونان أقل التهاباً من بروستانوئيدات السلسلة -2. DGLA و EPA مثبطات تنافسية مع حمض الأراشيدونيك لسبل COX. هذا التثبيط هو نمط أعظمي للتأثير في الطريقة التي ينقص بها المصادر الغذائية من DGLA و EPA (مثلاً زيت السمك) ينقص الالتهاب.

## علم الأدوية
من ناحية البيولوجية الجزيئية، COX-1 و COX-2 لهما وزن جزيئي متشابه، تقريباً 70 و 72 كيلودالتون على الترتيب، ويملكان 65% تماثل homology في تسلسل الحموض الأمينية ومواقع تحفيزية قريبة من التطابق. الاختلاف الهام بين الإيزوأنزيمين، الذي يسمح بالتثبيط الانتقائي، هو استبدال الإيزولوسين عند موقع 523 في COX-1 بـ فالين في COX-2. تسمح ثمالة الـ Val523 الأصغر في COX-2 بإتاحة جيب جانبي كاره للماء في الأنزيم (والذي يعيقه Ile523 فراغياً). ترتبط الجزيئات الدوائية، مثل DuP-697 و coxibs المشتقة منه، بالموقع البديل وتعد مثبطات انتقائية للـ COX-2.

### مضادات الالتهاب غير الستيروئيدية التقليدية
تعد مضادات الالتهاب غير الستيروئيدية NSAIDs التقليدية المثبطات الرئيسسية للـ COX. إنّ مثبطات الـ COX التقليدية غير انتقائية وتقوم بتثبيط كل أنواع الـ COX. ويكون لتثبيط اصطناع البروستاغلاندين والترومبوكسان تأثير بتقليل الالتهاب، وكذلك بتأثيرات خافضة للحرارة ومضادة للتخثر antithrombotic ومسكنة.
يعد تهيج الغشاء المخاطي من أكثر التأثيرات الضائرة شيوعاً للـ NSAIDs على اعتبار أن للبروستاغلاندينات عادةً دور وقائي في السبيل الهضمي. بعض مضادات الالتهاب غير الستيروئيدية هي أيضاً أدوية حامضية وهذا قد يسبب ضرر إضافي على الجهاز الهضمي.

### مضادات الالتهاب غير الستيروئيدية الأحدث
الانتقائية للـ COX-2 هي الميزة الأساسية للـ celecoxib و rofecoxib والأفراد الأخرى لهذه الزمرة الدوائية. بما أن COX-2 نوعية للنسيج الملتهب، يترافق تخريش معدي أقل بكثير مع مثبطات COX-2، مع خطورة منخفضة للتقرح الهضمي. لا يبدو أن انتقائية COX-2 تنفي التأثيرات الجانبية الأخرى للـ NSAIDs، غالباً وعلى نحو خاص خطورة مرتفعة للفشل الكلوي، وهناك دليل يدل على زيادة في خطورة النوبات القلبية والخثار والسكتة من خلال زيادة الترومبوكسان غير المتوازنة مع البروستاسيكلينات  (التي تنخفض بواسطة تثبيط COX-2).
سحب Rofecoxib عام 2004 بسبب هذه المشاكل. بعض مضادات الالتهاب اللاستيروئيدية الانتقائية للـCOX-2، مثل celecoxib و etoricoxib، ما زالت في السوق.

### التثبيط الطبيعي لـ COX
يمكن أن تكون الفطور المطبخية قابلة على تثبيط COX-1 و COX-2.
وجدت فلافونوئيدات مختلفة تثبط COX-2.
تحتوي زيوت السمك على مثبط طبيعي للـ COX.
أظهر Hyperforin تثبيطاً للـ COX-1 حوالي 3-18 مرة أكثر من الأسبرين.

### التأثيرات الجانبية القلبية الوعائية لمثبطات COX
وجد أن مثبطات COX-2 تزيد من خطورة الخثار العصيدي حتى مع الاستعمال قصير الأمد. أظهر تحليل عام 2006 ل138 تجربة معشاة وحوالي 150000 مشارك أن انتقائية مثبطات COX-2 مترافقة مع خطورة متزايدة بشكل متوسط مع الحوادث الوعائية، بشكل أساسي خطورة مرتفعة بضعفين للاحتشاء القلبي وأيضاً أن بعض الـ NSAIDs التقليدية مثل ديكلوفيناك وإيبوبروفين مترافقة مع زيادة مشابهة في خطورة الحوادث الوعائية.
اقترحت زيوت السمك كبدائل معقولة لمعالجة التهاب المفاصل الرثياني مثل زيت كبد الحوت وغيرها كنتيجة من حقيقة أنها تقدم خطوة قلبية وعائية أقل من العلاجات الأخرى بما فيها NSAIDs.